# Gartow
Gartow ist ein Flecken im Landkreis Lüchow-Dannenberg in Niedersachsen. Der Flecken ist Mitgliedsgemeinde und Sitz der Samtgemeinde Gartow.
Es besteht auch ein gleichnamiges gemeindefreies Gebiet nahe dem Flecken Gartow.

## Geografie
Gartow liegt in der historischen Landschaft Wendland am westlichen Ufer der Seege, eines linken Elbzuflusses, der sich nördlich von Gartow zu einem in den 1970er Jahren künstlich aufgestauten See ausweitet. Der Ort befindet sich im Gebiet der Gartower Elbmarsch innerhalb der Niedersächsischen Elbtalaue. Südwestlich dehnt sich ein großes Kiefernwaldgebiet, die Gartower Tannen, aus. Die höchste Erhebung, die Hahnenberge, beträgt 32 m.
Durch den Ort führt die B 493 zwischen Lüchow und Schnackenburg.

### Fleckengliederung
Der Flecken setzt sich aus den drei Ortsteilen
- Gartow (Kernort)
- Laasche
- Nienwalde, bis 16. März 1936 Niendorf bei Gartow[2] zusammen.

## Geschichte
Ältere Geschichte
Schon in der jüngeren Steinzeit (4000–2000 v. Chr.) haben Menschen im Gartower Raum gesiedelt, worauf aufgefundene Steinbeile und Steinäxte hinweisen. Weitere Funde aus der Bronzezeit und Eisenzeit belegen eine über Jahrtausende andauernde Siedlungstätigkeit.
Um 800 geriet das Gartower Gebiet in kriegerische Auseinandersetzung zwischen Franken, Slawen und Sachsen und wurde dann vom Frankenkaiser Karl dem Großen unterworfen.
Im frühen Mittelalter wohnten hier Deutsche und aus dem Osten zugewanderte Wenden friedlich miteinander.
Schloss und Gut Gartow

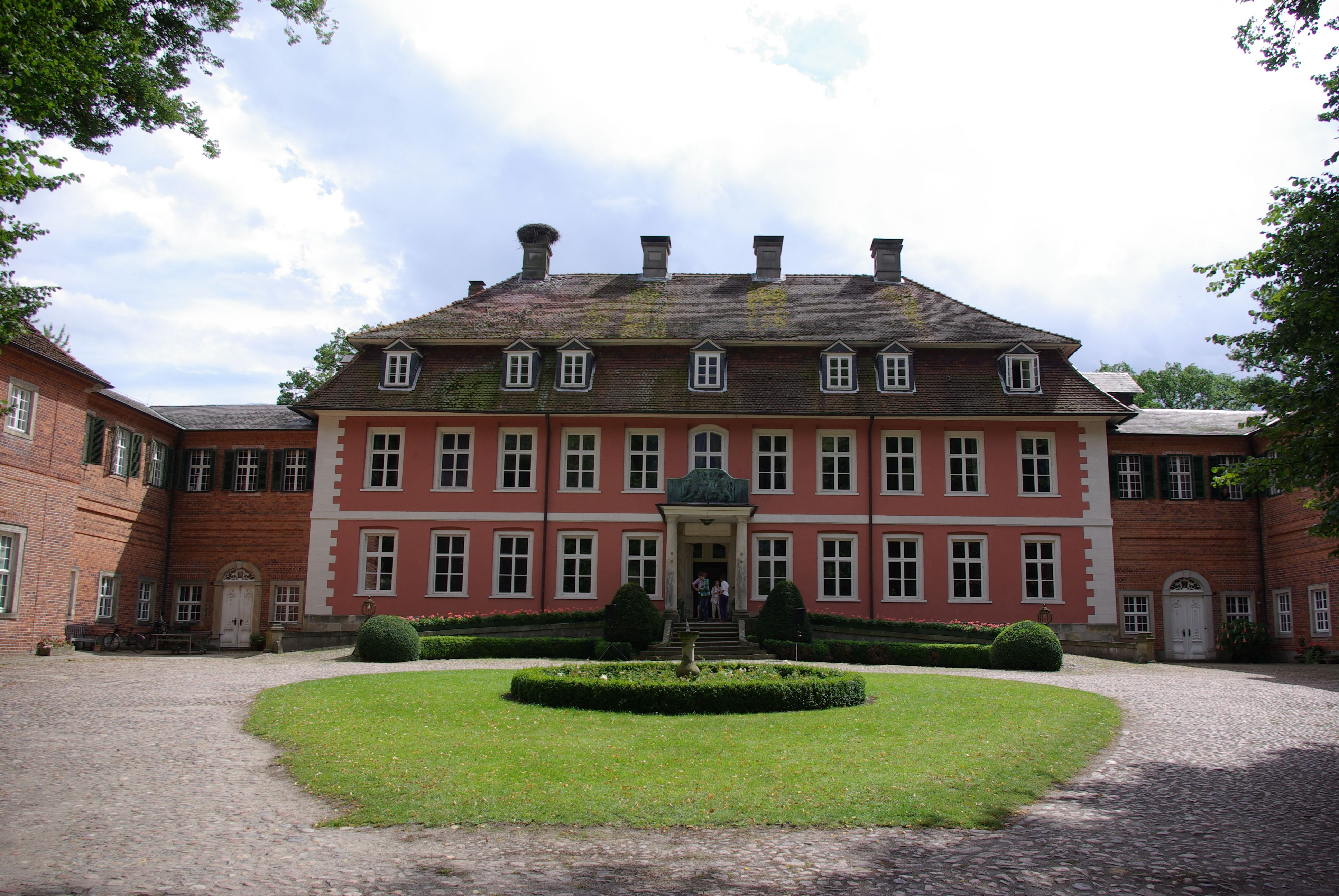
Schloss Gartow, Bernstorff'sches Herrenhaus

Obwohl die Stadt Schnackenburg als Zollstätte eine größere Bedeutung als Gartow erlangte, befand sich vermutlich schon seit 1225 in Gartow eine Sperrburg gegen slawische Bestrebungen, hier Einfluss zu nehmen. In diesem Jahr wurde auch erstmals urkundlich ein Conrad von Gartow erwähnt. Die Herren von Gartow waren mit etlichen Besitzungen begütert, die im engeren und weiteren Umkreis von Gartow lagen. Die ehemalige Burg Gartow bestand aus Vor- und Hauptburg und war mit einem Wassergraben umgeben.
Damals lag Gartow mit mehreren umliegenden Orten im Einflussbereich der Mark Brandenburg und wurde zur Altmark gerechnet. Auch das Fürstentum Lüneburg erhob Anspruch auf dieses Gebiet. 1360 wurde Gartow an den Johanniterorden verkauft, der hier bis spätestens 1371 die Kommende Gartow einrichtete.

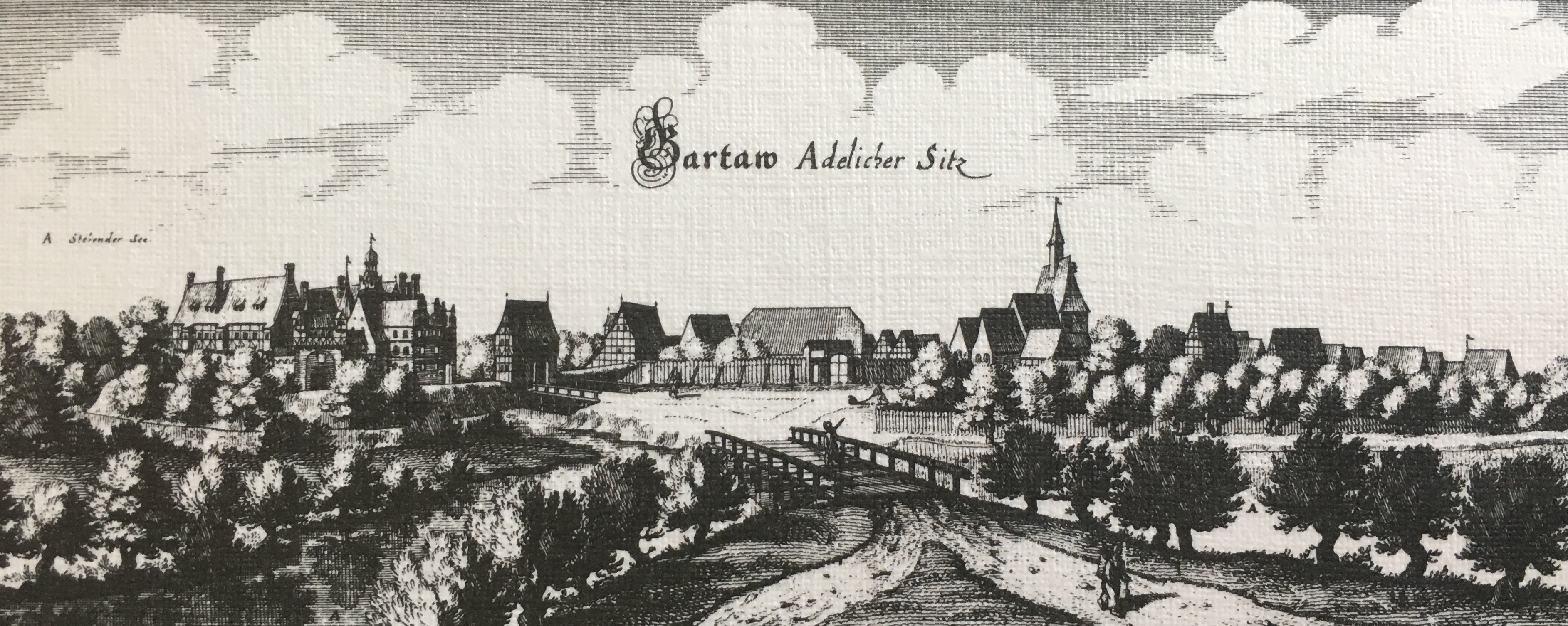
Gartow mit dem Bülow’schen Renaissanceschloss (Kupferstich um 1650)

Als der Orden 1438 Gartow an die Dannenberger Ritter von Bülow und die von der Schulenburg verkaufte, machte Brandenburg erneut Ansprüche geltend. Mehr als ein Jahrhundert lang gelang es den von Bülows, die einander widerstreitenden Lehnsinteressen des welfischen und askanischen Fürstenhauses zu ihren eigenen Gunsten zu nutzen und durch geschickte Kauf- und Pfandpolitik ihr Besitztum abzurunden. Das heutige Gartower Ortswappen ist vom Bülow’schen Familienwappen abgeleitet.
Andreas Gottlieb von Bernstorff, dessen Mutter aus der Familie von Bülow stammte, kaufte 1694 den stark verfallenen und vernachlässigten Bülow’schen Besitz, nachdem er als Minister des Braunschweigisch-Lüneburgischen Fürsten den Verzicht des Hauses Brandenburg auf jegliche Ansprüche durchgesetzt hatte. Er führte den Ort Gartow zu wirtschaftlicher Blüte und damit den ganzen umgebenden ländlichen Raum, der sich zunehmend mehr nach Gartow orientierte.
1721 und 1764 wurde Gartow von Großbränden heimgesucht. Nach dem ersten Großbrand 1721 wurde Gartow völlig umgestaltet. 1724 wurde die St.-Georg-Kirche als Schloss- und Pfarrkirche im Barockstil erbaut, 1710 bis 1727 das Gartower Schloss ebenfalls im Barockstil neu aufgebaut.
Verwaltungspolitisch konnte Bernstorff 1720 die Schaffung eines so genannten „Geschlossenen Adeligen Gerichts Gartow“ erreichen. Die Verwaltung und Rechtsprechung über Gartow und 24 Dörfer erfolgte von Gartow aus, wo die Familie von Bernstorff den Landesgesetzen gemäß alle Verwaltungsaufgaben erledigen ließ. Zuvor wurden die Dörfer Holtorf, Kapern und Gummern an das Kurfürstentum Hannover abgetreten und der Verwaltung des „Geschlossenen Gerichts Gartow“ unterstellt.
Im Gefolge politischer Entscheidungen im Königreich Hannover wurde 1850 die Trennung von Verwaltung und Justiz vorgenommen und gleichzeitig eine neue Amtsordnung verkündet, wonach alle bisherigen adeligen Gerichte aufgelöst werden mussten, also auch das von Gartow. Am 15. Juli 1850 wurde ein neues Amt Gartow gegründet. Das ehemalige Amt Schnackenburg hatte aufgehört zu existieren.
Damit wurden die grundherrschaftlichen Rechte der Familie Bernstorff über die weitere Umgebung faktisch beendet, nachdem bereits die seit 1831 gesetzlich betriebene Bauernbefreiung die Feudalrechte über die erbuntertänigen Bauern abgelöst hatte. Als Einnahmequelle verblieb den früheren Grundherren nur die eigene Land- und Forstwirtschaft. Der Besitz, noch immer eines der größten Waldgüter Niedersachsens, wird bis heute von den Grafen Bernstorff bewirtschaftet. Die Gräflich Bernstorff'schen Betriebe umfassen den 5700 Hektar großen Wald, die 900 Hektar großen landwirtschaftlichen Flächen (je hälftig Acker und Grünland), einschließlich Gut Quarnstedt, sowie das Kulturgut Gartow.
Der heutige Gutsbesitzer, Fried Graf von Bernstorff, ist, wie schon sein Vater Andreas Graf von Bernstorff, ein Gegner des geplanten Endlagers im westlich benachbarten Ort Gorleben. Ende der 1970er Jahre verweigerte Andreas Graf von Bernstorff den Verkauf des größten Teils der Fläche über dem Salzstock Gorleben an die Atomwirtschaft. Nachdem daraufhin die CDU seinen Ausschluss betrieb, kam er dem durch Parteiaustritt zuvor. 1979 scheiterte das deutsche Entsorgungskonzept der Wiederaufarbeitung im Wendland am Bürgerprotest. 1983 wurde das Brennelemente-Zwischenlager Gorleben und 1984 das Abfall-Zwischenlager Gorleben in Betrieb genommen, 1986 das Erkundungsbergwerk Gorleben errichtet. 2010 kam es erneut zu einem Streit um Enteignungen in Gorleben, der sich um die alten Salzrechte der Kirche sowie des Rittergutes Gartow am Salzstock Gorleben drehte.
Jüngere Geschichte
Das Amt Gartow wurde im Zuge weiterer Verwaltungsreformen 1872 in das Amt Lüchow, welches später in Kreis Lüchow umbenannt wurde, integriert und bestand nun endgültig nicht mehr. Von 1945 bis 1989 gehörte der Raum Gartow zum Zonenrandgebiet. Im Zuge der Verwaltungs- und Gebietsreform 1972 wurde die Samtgemeinde Gartow mit Sitz in Gartow gebildet.
Im Jahre 1974 begannen die Bauarbeiten für den Seegedeich Gartow-Nienwalde; die dafür erforderliche Erde stammt zum größten Teil aus der Seegeniederung zwischen Gartow und Restorf. Dort entstand durch Aufstauen der Seege der 67 ha große Gartower See.
Heute beträgt die Fläche des Fleckens Gartow 28,41 km², auf der ca. 1.500 Einwohner leben.

### Religion

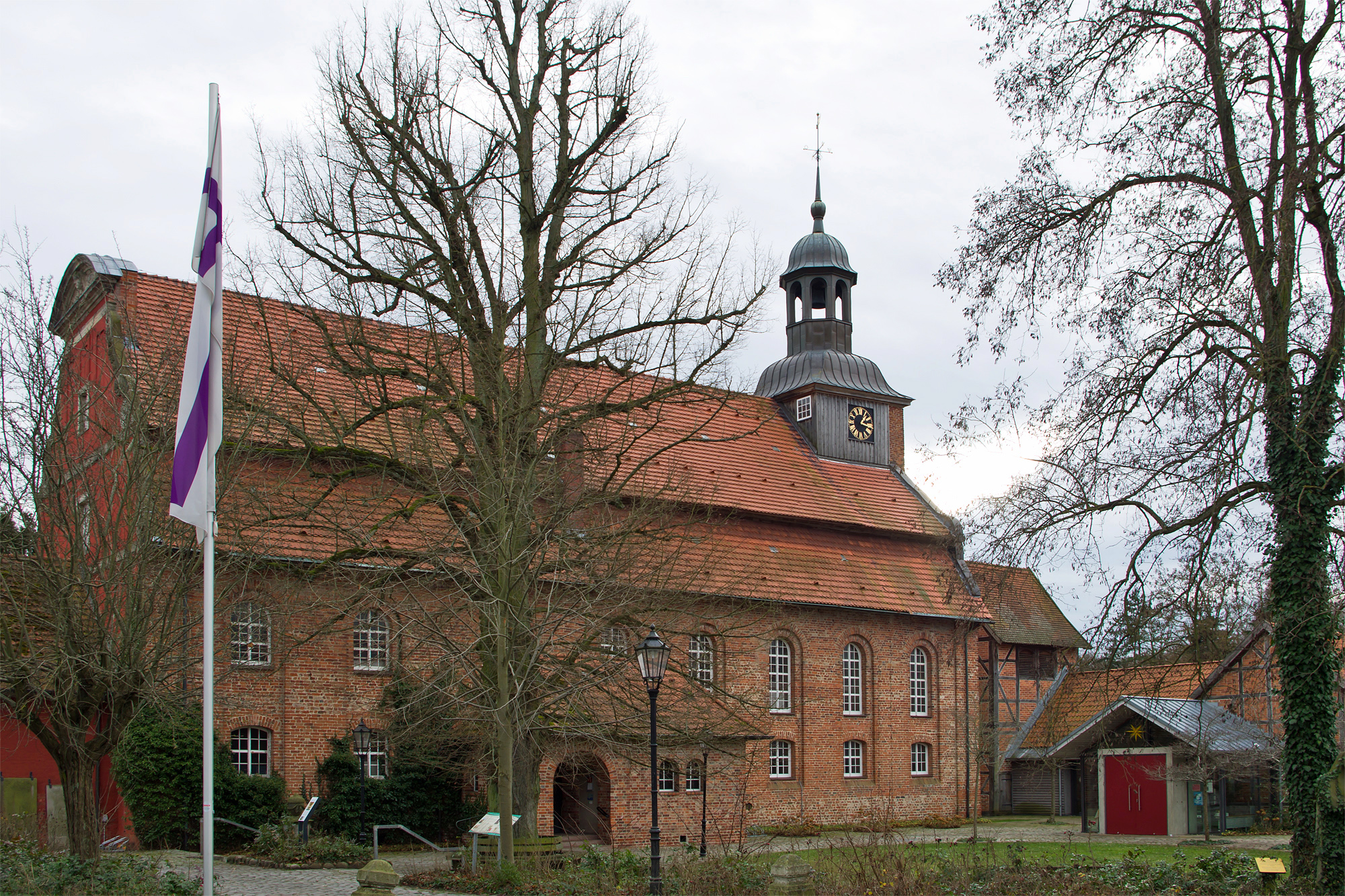
St.-Georg-Kirche in Gartow

Die evangelisch-lutherische Kirchengemeinde Gartow hat mit den benachbarten Kirchen- und Kapellengemeinden Meetschow, Vietze, Holtorf, Kapern, Restorf und Schnackenburg ein gemeinsames Pfarramt. Sie haben sich im Kirchspiel an Elbe und Seege zusammengeschlossen. Der Pfarrer Eckhard Kruse ist Beauftragter für Endlagerfragen der Landeskirche Hannover. Die Grafen von Bernstorff sind weiterhin Patron der Kirchengemeinde Gartow und der Kirchen zu Prezelle, Restorf und Trebel.

### Eingemeindungen
Am 1. Juli 1972 wurden die Gemeinden Laasche und Nienwalde eingegliedert.

### Herkunft des Ortsnamens
Alte Bezeichnungen des Ortes sind 1255 Garttowe, 1319 Gartowe, 1364 Ghartow und um 1462 Gartow. Es gibt Annahmen, dass der Ortsname slawischer Herkunft ist, identisch mit dem polnischen Ortsnamen Chartowo (dieser geht auf die Hunderasse Windhund zurück, „chart“ heißt „Windhund“). Wahrscheinlich jedoch geht Gartow auf den Gewässernamen Garte zurück.

## Politik
Der Flecken Gartow gehört zum Landtagswahlkreis 48 Elbe und zum Bundestagswahlkreis 38 Lüchow-Dannenberg – Lüneburg.

### Rat
Der Rat des Fleckens Gartow setzt sich aus elf Mitgliedern zusammen. Die Ratsmitglieder werden durch eine Kommunalwahl für jeweils fünf Jahre gewählt.
Bei der Kommunalwahl 2021 ergab sich folgende Sitzverteilung:
| Rat 2021Insgesamt 11 Sitze - SPD: 2 - Grüne: 1 - UWG: 4 - CDU: 4 |

| Wahljahr | CDU | UWG | SPD | Grüne | Gesamt   |
| 2016     | 5   | 3   | 2   | 1     | 11 Sitze |
| 2011     | 5   | 4   | 2   | -     | 11 Sitze |

### Bürgermeister/-in
Bürgermeisterin des Fleckens Gartow ist seit November 2016 Magda Geldmacher (UWG).

## Kultur und Sehenswürdigkeiten

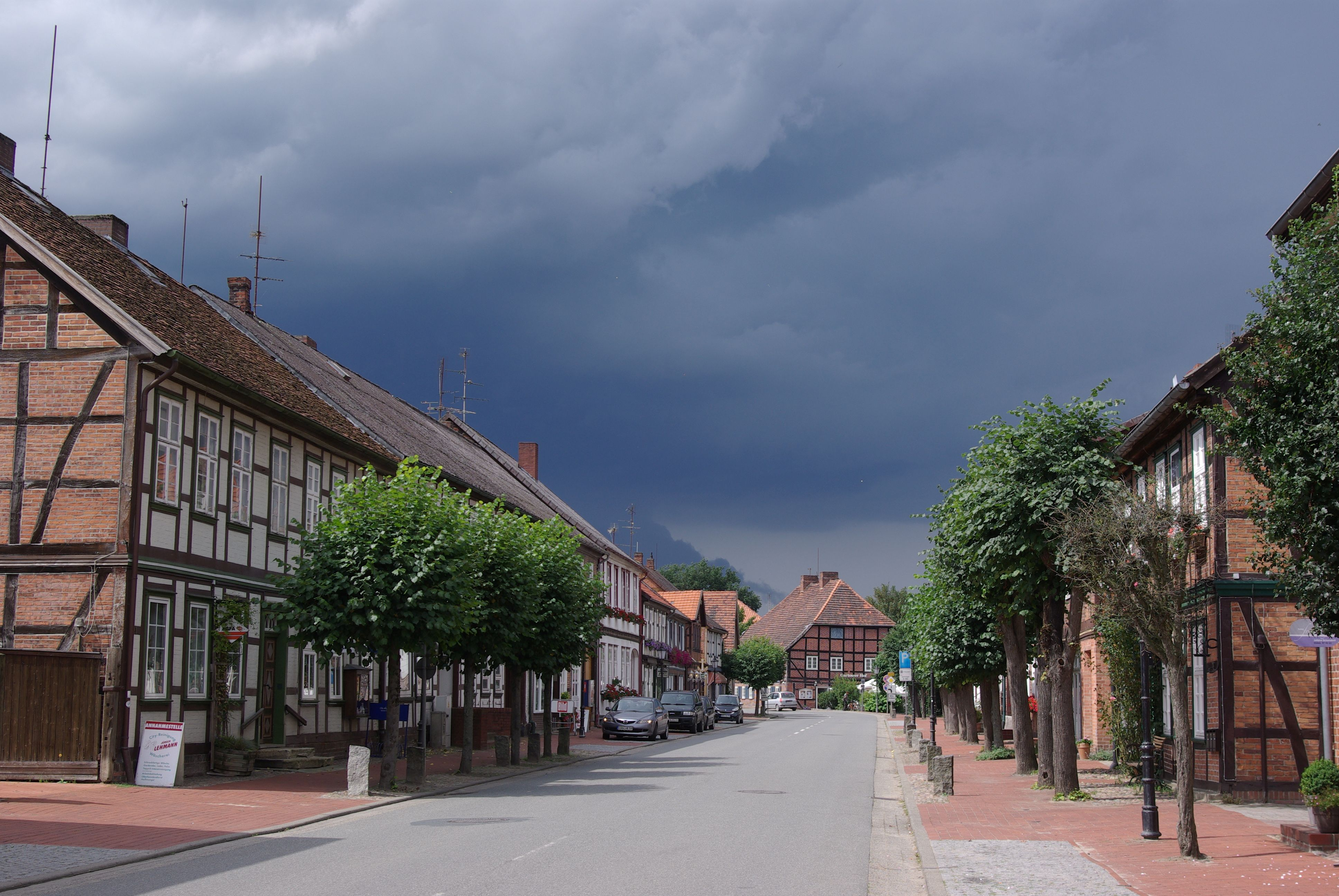
Die Hauptstraße in Gartow

In der Liste der Baudenkmale in Gartow stehen die Baudenkmale Gartows. Das größte Baudenkmal des Ortes bildet dabei die Hauptstraße.
In der Liste der Bodendenkmale in Gartow finden sich die Bodendenkmale.

### Kirche
Die St.-Georg-Kirche wurde 1724 im Barockstil gebaut, nachdem der gotische Vorgängerbau abgebrannt war. Das Innere besticht durch seine barock-protestantische Harmonie. Der erhöhte Chor im Osten mit einem Kanzelaltar und umlaufenden Emporen ist in Weiß und Gold gehalten.
Von Bedeutung ist die Orgel in der Kirche, gebaut 1740 von Johann Matthias Hagelstein. Hagelstein hat in Gartow sein einziges Instrument erbaut. Die Orgel ist im Originalzustand erhalten und hat einen sehr eigentümlichen Klang, der anlässlich der Restaurierung durch die Firma Hillebrand im Jahre 1991 weitestgehend auf einen belegbaren Ursprungszustand zurückgeführt werden konnte.

### Weitere Bauwerke
In Höhbeck bei Gartow befand sich die Rundfunk- und Richtfunkübertragungsstelle Sender Gartow, die auch als Funkübertragungsstelle Höhbeck bezeichnet wurde. Diese Anlage verfügte über zwei Antennenträger von 324 m und 344 m Höhe. Am 20. August 2009 wurde der kleinere Sendemast, Gartow 1, gesprengt. Der Sendemast Gartow 2 ist weiterhin in Betrieb. Während der Zweiteilung Deutschlands wurden über die 133 km lange Richtfunkstrecke nach Berlin-Frohnau nahezu die Hälfte aller Telefonverbindungen zwischen der Bundesrepublik und West-Berlin abgewickelt.

## Wirtschaft und Infrastruktur

### Tourismus

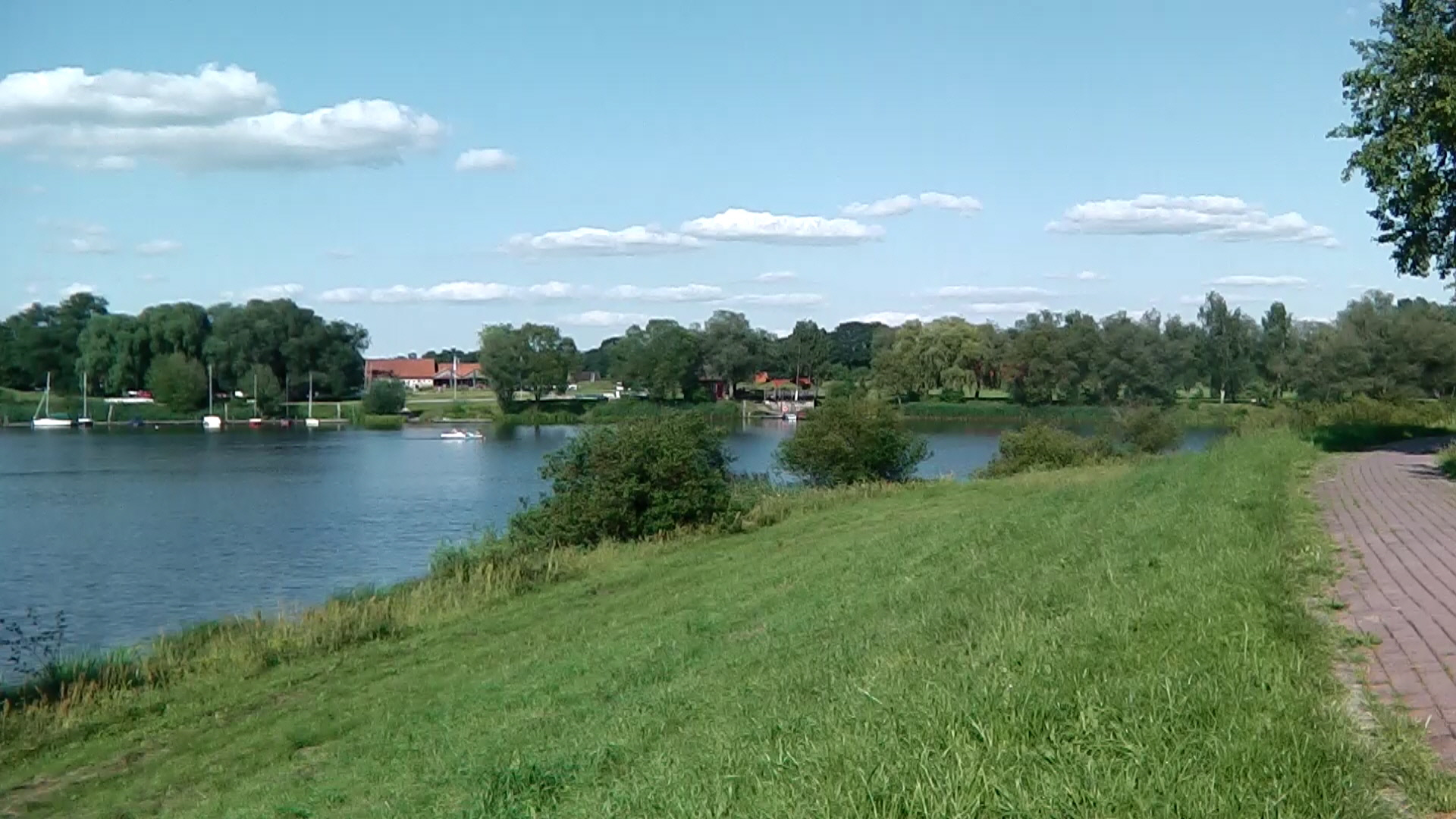
Gartower See

Gartow war früher ein Luftkurort. Als Anziehungspunkt für Touristen verfügt Gartow neben Camping- und Wassersportmöglichkeiten am Gartower See und seiner Lage im Biosphärenreservat Elbtalaue mit der Familientherme im Wendland, die zusammen mit dem Campingplatz durch die Gartower Bäder GmbH betrieben wird, auch über ein größeres Freizeithallen- und Erlebnisbad mit Thermalsole-Becken.
Gartow liegt im Abschnitt F des Elberadweges von Hitzacker (Elbe) nach Wittenberge. Jährlich werden in der Samtgemeinde Gartow ca. 175.000 Übernachtungen registriert.

## Persönlichkeiten

### Söhne und Töchter des Fleckens
- Graf Ernst von Bernstorff (* 1768 in Gartow; † 1840), Legationsrat; ab 1807 Majoratsherr auf Gartow
- Adolf Ellissen (* 1815 in Gartow; † 1872 in Göttingen), Politiker, Philologe und Historiker, Sohn von Gerhard Ellissen.
- Georg Ernst Graf von Bernstorff (* 1870 in Gartow; † 10. November 1939 in Ludwigslust), Großgrundbesitzer und Politiker (DHP), Reichstagsabgeordneter.
- Wolfgang Ehmke (* 25. September 1947 in Gartow), Atomkraftgegner und langjähriger Sprecher der Bürgerinitiative Umweltschutz Lüchow-Dannenberg.

### Persönlichkeiten, die im Flecken gewirkt haben
- Andreas Gottlieb von Bernstorff  (* 1649; † 1726 in Gartow), erwarb 1694 das Gut Gartow und ließ 1709 ein neues Schloss bauen.
- Johann Georg Keyßler (* 1693; † 1743) war ab 1716 zur Erziehung von Johann Hartwig Ernst von Bernstorff sowie seinem Bruder Andreas Gottlieb dem Jüngeren angestellt; er erweiterte die gräfliche Bibliothek.[17]
- Friedrich Gottlieb Klopstock (* 1724; † 1803), besuchte mehrmals den Grafen Andreas Gottlieb den Jüngeren von Bernstorff in Gartow.[18]
- Gerhard Ellissen (* 1778 in Northeim; † 1838 in Gartow), lebte und arbeitete lange Jahre ab 1814 als Mediziner in Gartow.
- Bechtold von Bernstorff (* 1803; † 1890 in Gartow), 1877–1890 Mitglied des Deutschen Reichstags für den Wahlkreis Uelzen-Gartow.
- Berthold von Bernstorff (* 1842; † 1917), 1869–1883 Forstverwalter in Gartow, 1893–1907 Mitglied des Deutschen Reichstags für den Wahlkreis Lüchow-Uelzen.
- Carl Junack (* 1870; † 1943), deutscher Forstmann, Erfinder und Publizist
- Karl May (* 1842; † 1912) hielt sich auf einer Reise 1898 einige Zeit im Ort auf. Er wohnte im Hotel Krug in der Hauptstraße 15. Er war sofort gesellschaftlicher Mittelpunkt des Ortes. Nach einer Verhaftung reiste er am 7. Mai 1898 schnell weiter. Der Gartower Polizei war er verdächtig vorgekommen, weil er eine arme Familie großzügig beschenkt hatte.[19]
- Günther von Bernstorff (* 1864 in Hannover; † 1937 in Gartow), Gutsbesitzer auf Gartow und Abgeordneter.
- Hermann Junack (* 6. September 1912 in Neudeck, Oberschlesien, heute Świerklaniec, Polen; † 26. September 1992 in Gartow), leitete von 1941 bis 1979 das Privatforstamt Gartow der Gräflich von Bernstorff’schen Verwaltung und entwickelte in dieser Zeit den Gartower Wald zu einem Beispielbetrieb für die „Naturgemäße Waldwirtschaft“.
- Alexander Stahlberg (* 12. September 1912 in Stettin; † 9. Januar 1995 in Neukirchen-Vluyn), lebte ab 1989 in Gartow und trat in Lesungen und Vorträgen in der Region auf.[20]